# Jade Cocoon 2
Jade Cocoon 2, é um jogo para Playstation 2 que consiste em capturar Divine Beasts. As Divine Beasts podem controlar fogo, água, terra, ar e a força negra, que é a mais rara do jogo.

## Enredo
O enredo de Jade Cocoon 2  ocorre 100 anos após os eventos no original  Jade Cocoon . O tempo do povo Nagi e dos "mestres do casulo" já passou. Novos "mestres de casulo" agora são citados como "caçadores de monstros" e são a força proeminente do aumento de monstros, com o jogador jogando um chamado Kahu que visita o Templo de Kemuel na esperança de se tornar um caçador de monstros e ter aventuras como os antigos mestres do casulo idolatrado. No entanto, Kahu encontra problemas durante o exame de licença para se tornar um verdadeiro caçador de feras. Ele encontra uma jovem fada chamada Nico, que deixa Kahu amaldiçoado, e ele tem um tempo muito curto para viver antes que seu corpo seja consumido pelo mal. Felizmente, o guardião residente de Kemuel Temple, Levant - o herói do original "Jade Cocoon" - oferece a Kahu a chance de se curar. Utilizando os quatro orbes mágicos encontrados no coração das florestas elementais e um alaúde escuro, Levant poderá salvar a vida de Kahu. Kahu agora parte em sua aventura, para salvar a si mesmo e, eventualmente, o mundo. Outros personagens do primeiro Jade Cocoon também aparecem, como Kikinak, que se tornou um lojista rico graças a Levant. Uma estátua de Mahbu, a Donzela Nagi, também pode ser vista na sala onde fica Levant.

## Divine Beasts
As Divine Beasts são tipos de monstrinhos com um poder divino originando-se de Ehlrim ou Kalma. Elas podem ter poderes de água, terra, fogo, vento e o poder negro. Esses poderes se dividem em tipos de poderes diferentes eu agora vou citar alguns deles:
- Vahli (Água): Vahli consiste em arremessa uma estaca de gelo no inimigo. Ele ainda tem as variações mais avançadas que são:

Vahlis, que joga três estacas de gelo;
Vahlia, que joga muitas estacas de gelo;
Vahliluna, que soltar um tipo de laser gelado;
Vahludide, que usa cristais de gelo bem poderosos.
- Sol (Fogo): Sol usa um poder que queima os inimigos porém ainda não é tão forte. Suas variações são:

Solis, que queima os inimigos com mais força;
Soldona, que faz uma rachadura do chão do qual sai um fogo vulcânico;
Soldote, que provoca a queda de um meteoro incinerado em cada inimigo.
- Ulvi (Terra): Ulvi provoca um pequeno levantamento da terra que forma um espiral em volta do inimigo. Suas variações são:

Ulvis, que torna a espiral terrestre mais forte;
Ulvia, provoca uma espiral grande para atacar o inimigo;
Ulviluna, invoca uma estaca enorme de madeira com uma pequena espiral para atacar o inimigo;
Ulvilude, invoca uma estaca gigantesca de madeira junto de uma grande espiral que é invocada das profundezas.
- Samaki (Vento): Samaki abaixa a defesa do inimigo, isso quase não faz efeito mas, veremos suas variações:

Samakis, abaixa a defesa um pouco mais que Samaki;
Samakia, invoca uma parte de uma força um pouco mais brilhante e abaixa a defesa em um nível médio;
Samakilna, abaixa a defesa praticamente por completo em inimigos aré nível 4 das florestas e tem uma grande força brilhante muito maior que Samakia.
Voltando as Divine Beasts, elas sempre para invocar esses poderes usam uma força verde e lilás, cujo significado possivelmente é o verde de Ehlrim e o lilás de Kalma juntando os poderes fazendo eles se interligarem. As Divine Beasts nascem de ovos de formas diferentes´considerando o seu tipo, que podem ser:
Ku
Mau
Drac
Leaf
Slimy
Na
Og
Alco
Bug
Gara
As principais Divine Beasts são:
- Skalcoch, Agit, Skalco e Kakabone

- Alcoch, Cheepr, Hoho e Clalco

- Mechalcoch, Helibuzz, Brollopelan e GoJet

- Bugich, Spikebee, Mothmanti e Kataimel

- Lybugich, Kilgilth, Pataronga e Ronga-Ronga

- Yagobugich, Spikestar, Papillone e Mamern

- Gabnach, Angler, Anglorg e Ngonga

- Nach, Tomakana, Pokeyfish e Sembone

- Muchinach, Q, Geso-Q e Dakkon-Q

- Slimich, Ginui, Ginuba e Ginugon

- Ribbetmich, Geloper, Ribbebat e Froggess

- Slurplimich, Chameleon, Yo-Yo e Dela Yo-Yo

- Ganicarach, Twingo, Sulligan e Sulligalan

- Slithrach, Garala, Fangbler e Scorpy

- Carach, Tama-Q, Wriggler e Amorg

- Holeifich, Mash, Mush e Shroomie

- Leifich, Helicone, Mayen e Majj

- Seedleifich, Peanum, Navi e Ela Ela

- Vordrech, Redoble, Mardreck e Blumen

- Drech, Patadreck, Radreck e Paradrager

- Tikidrech, Tiki, Tiral, Giralooza

- Luch, Nagglchu, Bokklchu e Knucklchu

- Heluch, Skaluch e Skalchu

- Geraluch, Getchu e Wantchu

- Tamatoch, Walpon e Drapon

- Kamatoch, Heehaw e Heehawhaw

- Toch, Earra e Earna

- Dondrackich, Dongly, Dongle e Dogluga

- Alldrackich, Rorr e Ryunos

- Kalma (suas evoluções possuem o mesmo nome).

As Divines Beasts podem ter ataques que podem ou não ter contato. Os ataques elementais nunca tem chance de errar, porém os ataques físicos podem falhar de vez em quando ou quando suas Divine Beasts estão sobre o ataque Dark Hit ou suas variações que impede o inimigo de ver por algumas rodadas tornando muito difícil acertar o adversário com ataques físicos.
As Divine Beasts quando chegam ao lv. 15 podem ter um "Merge" que faz sua Divine Beast voltar ao estado de ovo, porém, quando o ovo choca na "Machine of Life", ele volta mais forte do que antes e com um novo ataque e com uma nova habilidade, que pode fazer até sua Divine Beast nascer na forma adulta com a habilidade "Imago".
As Divine Beasts quando estão dominadas pelo espírito de Kalma, ficam com um aspesto negro e quando são vencidas viram uma luz chamadas de Cocoons que quando se faz o merge ganha-se o poder original da Divine Beast dentro do Cocoon. O Kalma tem dentro de si o Black Cocoon e o objetivo é consquistá-lo para ter um dos poderes mais fortes do jogo, "Seal" que elimina com um único ataque o inimigo sendo o único poder elemental que se pode errar.

## Divine Powers
Os Divine Powers são poderes e golpes que as Divine Beasts possuem. Esses poderes possuem ranks que vão de E a S. Os Divine Powers podem originar-se de Cocoons, que são pequenas luzes que possuem uma espécie de ovo dentro que contém o poder de alguma Divine Beast dominada por Kalma.
Quando se faz o "Merge" de Divine Beasts se compra os poderes que conseguimos e adiciona-se à Divine Beast e ela começa a usar esse poder nas batalhas.
Os Divine Powers tem várias funções como: criar paredes de pedra ou metal(Barrid e variações), criar uma explosão de fogo(Agni e variações), restaurar o HP(Medini e variações), envenenar o inimigo(Poison Hit e variações), entre outros.
Os Divine Powers não podem ser adicionado em Divine Beasts de tipo diferente por exemplo: Luch é uma Divine Beast de fogo e nunca conseguiríamos adicionar um poder de água a ele. Porém os Divine Powers podem ser adicionados em Divine Bests se ter o poder totalmente ao contrário por exemplo: Luch mesmo sendo uma Divine Beast de fogo poderia aprender poderes de terra ou vento normalmente como qualquer ser original do elemento do poder.

## Gehenna Arts
Gehenna Arts é a arte de controlar Divine Beasts. A Gehenna Arts é uma arte antiga utilizada pelos ancestrais que foi usada para aprisionar Kalma e depois foi se popularizando e começou a ser utilizada por muitos que se tornaram BeastHunters. Gehenna Arts consiste em usar um BeastAmulet para controlar as Divine Beasts e invocar o círculo dos elementos onde as Divine Beasts fazem sua formação de fogo, terra, água e vento. Gehenna Arts ainda usa o BeastAmulet para aprisionar Cocoons dentro do corpo utilizado e levá-lo até a Room of Life para aprisioná-los.

## Machine of Life
A Machine of Life funciona como uma máquina chocadeira mágica que todos os ovos ao chocarem ficam obedecendo a quem levou graças ao BeastsAmulet e Gehenna Arts. A Machine of Life também propociona o "Merge" das Divine Beasts que parece fazer uma fusão e então surge um novo ovo para ser novamente chocado e vai continuando sempre esse ciclo de chocar e Merge.

## Beast Cocoons
Os Beasts Cocoons são os transportadores de poderes originais de Divine Beasts controladas por Kalma. depois de chegarem a sala da vida a dominação de Kalma é retirada e os Cocoons estão prontos para o Merge. Os Beast Cocoons tem um valor em Yans que vai de 100 a 4380 os preços são:
100 Yan por um Cocoon de Rank D;
300 Yan por um Cocoon de Rank C;
800 Yan por um Cocoon de Rank B;
2000 Yan por um Cocoon de Rank A;
4380 Yan por um Cocoon de Rank S.

## Wisdom Habilitys
As Wisdom Habilitys são habilidades que vem transportadas nos Cocoons. Algumas delas podem fazer sua Divine Beast nascer adulta, resistir à poderes de água, vento, fogo e terra, adicionar experiência bônus, entre outras.
Algumas Wisdom Habilitys são bem necessárias nas batalhas como Guts, que permite a Divine Beast ter mais uma chance de atacar antes de morrer ou então a habilidade que ativa o modo de fúria quando o HP está quase acabando.

## Ehlrim Circle
Ehlrim Circle ou Element Circle, é o círculo de posição das Divine Beast. Ele é formado por fogo, terra, água e vento sendo: 1 círculo de fogo,1 de fogo/vento, 1 de fogo/terra, 1 de terra, 1 de terra/água, 1 de água, 1 de água/vento e 1 de vento.
As Divine Beasts com dois poderes de dois elementos diferentes ficam em um círculo duplo, por exemplo: Tamatoch é uma Divine Beast de fogo, mas quando aprende algum poder de terra ele pode ficar no círculo fogo/terra, assim poderá executar os dois poderes.

## Kalma
Kalma é a Divine Beast da escuridão. Ele tem todos os Divine Powers inclusive os de nível S. Kalma foi aprisionado na alma de Kahu e mais tarde o domina quase completamente (o que se pode perceber durante o jogo que Kahu se transforma cada vez mais na sua forma de Kalma).
Kalma tem planos de destruir a humanidade e depois de ser liberado após enfrentar Kahu isso fica mais fácil para ele conquistar isso.

## Sonny
Sonny foi o tutor de Kahu quando ele começou a ser um BeastHunter. Mesmo não tendo tanta importância na história, ele ajudou muito Kahu e mais tarde foi vencido pelo jovem BeastHunter e acabou o treinamento de Kahu.

## Sweet Knights
As Sweet Knights são 4 garotas BeastHunters que formaram essa organização. Elas são por ordem de importância no grupo: Vanilla, Choco, Cinnamon e Cocona, a líder.
As Sweet Knights durante a história ajudam muito Kahu e se enfrentam várias vezes, porém são grandes amigos.
Cocona é dominada por Kalma e vira a Disciple of Darkness da Terra.

## Cure
Cure é uma Divine Beast, porém sabe falar e é grande amiga de Kahu. Cure sempre ajudou Kahu lhe dando itens de cura para ele passar por boss nas florestas.
Cure é dominada por Kalma duas vezes. Na primeira vez na Water Return's e na outra ela  vira a Disciple of Darkness da Água e enfrenta Kahu em estado Kalma.

## Dr. Gil
Dr. Gil é um professor que perde seu caderno de anotações logo no começo da aventura. Elw pede para Kahu ajudá-lo a encontrar seu caderno de anotações com todas as informações sobre orbs que ele estudou. Depois, Dr. Gil começa a estudar a cauda de Kahu e descobriu para ele que sua cauda era uma das partes de Kalma surgindo do seu corpo.
Depois Dr. Gil enfrenta Kahu para conquistar o Wind Orb e perde. Depois dominado por Kalma ele se torna o Disciple of Darkness do Vento

## Nam
Kahu conhece Nam na floresta do fogo e viram rivais. Mesmo não sendo forte sempre quis ser o rival de Kahu mesmo perdendo facilmente. Na batalha pelo Fire Orb ele provoca mais difilcudade, mais ainda não é grande coisa. Kahu antes da batalha pelo Fire Orb revela pela primeira vez sua forma de Kalma publicamente e ganha facilmente de Nam.

## WU
Wu treinou Nam o mais que pode mesmo que não tenha dado resultado. Ele ajuda Nam durante a luta contra Kahu lhe dando instrunções para vencer Kahu.
Ele enfrenta Kahu depois pois vira o Disciple of Darkness do Fogo.

## Itens
Os itens podem ajudar durante a viagem durante as florestas e nas lutas.
Os itens usados durante a viagem podem restaurar o HP ou o MP, podem fazer ficar ínvisivel, evitando o alerta das Divine Beasts ou atravessar as Divine Beasts das florestas. Os itens usados durante as lutas são livros que podem restaurar o HP ou MP, atacar com as variações de Sol, envenar o inimigo, cegar, deixar tonto, confuso, entre outros.
Eles podem ser encontrados nas florestas ou podem se comprados na Kikinak & Co. ou ainda podem ser conquistados durante os Jobs.

## Evolution
Evolution é uma barra muito importante que mostra o nível de evolução das Divine Beasts. Ela aumenta nos merges dependendo da proximidade do poder com a Divine Beast, por exemplo: A Divine Beast Bokklchu quando se faz o merge com o Divine Power Burn Crash e sua barra Evolution está quase cheia a compatibilidade é excelente e ele ao alcançar os nívels elevados ele evoluirá para Knucklchu.
A barra Evolution funciona dessa forma:
Primeiro Nível: É onde as Divine Beasts só podem evoluir na evolução nível 2.
Segundo Nível: É onde as Divine Beasts conseguem evoluir até o nível 3.
Terceiro Nível: É quando se completa a barra e sua Divine Beast evolui ao máximo.

## Merge
Merge é a fusão de duas Divine Beasts em poder. O Merge é feito na Machine of Life e é muito importante durante o jogo pois assim é a única possibilidade de evoluir suas Divine Beasts ao máximo e ganhar poderes para elas. O merge é a fusão de uma Divine Beast e um Cocoon e pode ser feito infinitas vezes porém se deve alcançar o nível 15 para poder fazer o Merge. Uma coisa muito desconhecida no jogo é o Divine Merge que é o Merge que possibilita fundir sua Divine Beast com um Cocoon de nível S mesmo que você não o tenha capturado.
Os merges são pagos se quiser ver os preços olhe a parte falando dos Beast Cocoons.

## Mais Informações
- Produção: Genki
- Publicação: Ubisoft
- Gênero: RPG de Turno